# Bergs församling, Västerås stift
Bergs församling var en församling i Västerås stift och i Hallstahammars kommun i Västmanlands län. Församlingen uppgick 2006 i Hallstahammar-Bergs församling.

## Administrativ historik
Församlingen har medeltida ursprung.  Församlingen utgjorde till 1943 ett eget pastorat för att därefter till 2006 vara annexförsamling i pastoratet Hallstahammar och Berg. Församlingen uppgick 2006 i Hallstahammar-Bergs församling.

## Organister
Lista över organister i Bergs församling.
| Ämbetstid | Namn                   | Levnadstid | Övrigt                 |
| --------- | ---------------------- | ---------- | ---------------------- |
| -1841     | Erik Larsson           | 1789-1841  | Klockare.              |
| 1841-1868 | Lars Eriksson Bergmark | 1814-1871  | Klockare.              |
| 1868-1884 | Carl August Forssberg  | 1839-1891  | Organist och klockare  |
| 1884-1927 | Erik Gustaf Bergström  | 1862-1945  | Organist.              |
| 1928      | John Erik Norin        | 1906-      | Vikarierande organist. |
| 1928      | Karin Risberg          | 1906-      | Vikarierande organist. |
| 1929-     | Torsten M Ljungkvist   | 1905-      | Organist.              |

## Kyrkor
- Bergs kyrka